# Antarchaea haematoessa
Antarchaea haematoessa är en fjärilsart som beskrevs av George Francis Hampson 1910. Antarchaea haematoessa ingår i släktet Antarchaea och familjen nattflyn. Inga underarter finns listade i Catalogue of Life.